# Bothus constellatus
Bothus constellatus är en fiskart som först beskrevs av Jordan, 1889.  Bothus constellatus ingår i släktet Bothus och familjen tungevarsfiskar. Inga underarter finns listade.